# 瑞景街道
瑞景街道，是中华人民共和国天津市北辰区下辖的一个乡镇级行政单位。

## 行政区划
瑞景街道下辖以下地区：
顺驰翡翠城社区、奥林匹克花园社区、瑞康社区、宝翠花都社区、熙景园社区、瞰景园社区、瑞盈园社区、瑞益园社区、紫瑞园社区、秋瑞家园社区和江南春色社区。